# Johannes Otto von Münsterberg
Johannes Otto von Münsterberg (auch: Johann von Münsterberg; Johannes Ottonis; tschechisch: Jan Otův z Minstrberka; * um 1360 in Münsterberg, Herzogtum Münsterberg; † 24. März 1416 in Leipzig) war ein deutscher römisch-katholischer Theologe, Rektor der Universität Prag und Gründungsrektor der Universität Leipzig.

## Leben
Johannes studierte an der damals für Schlesien zuständigen Prager Universität Philosophie und Theologie. 1382 erlangte er den Grad eines Baccalaureus und 1386 das Lizentiat. 1387 legte er die philosophische  Magisterprüfung ab und promovierte anschließend zum Doktor der Theologie. Danach wandte er sich der akademischen Laufbahn zu. Daneben bekleidete er 1395 und 1408 das Amt eines Dekans der Theologischen Fakultät und wirkte 1398 als Rektor der Karls-Universität.
Während seiner Prager Zeit stand er mit vielen bedeutenden Gelehrten in Verbindung und hatte sich einen ausgezeichneten Ruf erworben. Als Vertreter des Semantischen Nominalismus trat er gegen die Bestrebungen von John Wyclif und Jan Hus auf. Nachdem König Wenzel IV. Anfang 1409 mit dem Kuttenberger Dekret die Stimmenverhältnisse in den Universitätsgremien zum Nachteil der Deutschen veränderte, zog Johann Otto von Münsterberg zusammen mit anderen deutschen Magistern und Scholaren nach Leipzig. Dort übereigneten ihnen die wettinischen Landesherren einige Gebäude der Stadt, die als Grundstock für eine neu zu gründende Universität dienten.
Mit dem päpstlichen Erlass vom 9. September 1409 wurde die Gründung der Universität Leipzig genehmigt, deren feierliche Eröffnung am 2. Dezember 1409 erfolgte. Johann Otto von Münsterberg wurde zum Gründungsrektor und Prokanzler der Universität gewählt, da er sich in Prag besonders für die Belange der außerböhmischen Studenten eingesetzt hatte und maßgeblich an der Errichtung der Leipziger Universität beteiligt war. Auf dem Konzil von Konstanz trat er gegen Jan Hus auf.
In seinen letzten Lebensjahren plante er in Leipzig unter anderem eine „Stiftung des Kollegiums unserer Lieben Frauen“ für schlesische Professoren, die erst nach Johannes Ottos Tod 1422 von seinem Landsmann Johannes Hoffmann von Schweidnitz gegründet werden konnte. Er wurde in der Leipziger Paulinerkirche beigesetzt.

## Werke
- Commentariorum in Petri Lombardi sententias libr. IV
- Orationes ad clerum
- Quaestiones magisteriales